# Edvīns Bietags
Edvīns Bietags (Rūjiena, 28 febbraio 1908 – Jūrmala, 29 settembre 1983) è stato un lottatore lettone, specializzato nella lotta greco-romana.

## Biografia
Si è laureato campione continentale agli europei di Roma 1934,.
Ha rappresentato la Lettonia ai Giochi olimpici estivi di Berlino 1936, dove ha vinto la medaglia d'argento nella categoria dei pesi medio-massimi, perdendo contro lo svedese Axel Cadier nella fase finale.

## Palmarès

### Olimpiadi
- Argento a Berlino 1936 nei pesi medio-massimi.

### Europei
- Oro a Roma 1934 nei pesi medio-massimi.